# Marche ultra-légère
La marche ultra-légère (abrégée en M.U.L.) est une pratique de la randonnée pédestre qui vise à réduire le poids porté par le randonneur en se dotant d'accessoires plus légers, en se passant de certains objets et en mettant en œuvre certaines techniques de bushcraft.

## Principe
C'est une approche pragmatique de la marche qui considère que porter lourd est contraignant, source de fatigue, voire dangereux, même si l'inexpérience dans l'allègement et sa pratique sans discernement le sont tout autant. Elle consiste à concilier le plus astucieusement possible sécurité, confort et légèreté pour profiter au mieux de la randonnée. En effet, d'après le magazine Carnets d'Aventures, « un des nombreux intérêts d'être léger est de pouvoir franchir facilement (et du coup en minimisant le risque de chute) des passages délicats ».
Le sac de base idéal du randonneur léger doit pouvoir contenir l'ensemble des éléments indispensables à la vie sur le terrain (principe de la liste-type). A ce fond de sac, se rajoutent les consommables tels que nourriture et eau qui doivent faire l'objet d'une évaluation précise afin de cerner 
au mieux les besoins énergétiques. Il n'existe pas à proprement parler de règle, compte tenu de la diversité des situations rencontrées : météo, durée, difficulté de la randonnée, mais aussi choix personnels en matière de confort et de sophistication des équipements. Une liste de base inférieure à 10kg reste acceptable pour un marcheur léger, au-delà elle correspondrait davantage au profil du randonneur traditionnel, même si les techniques de MUL ne préconisent pas d'atteindre un poids précis mais décrivent plutôt un état d'esprit.
Le randonneur peut être séduit par la MUL par goût de la simplicité dans la nature, voire par une opposition à la société de consommation[source insuffisante] : « Parfois, on achète du matériel surtout parce qu’il ouvre une porte mentale vers la nature, le voyage, la liberté, parce qu'il est une promesse d'évasion. Ensuite, on part avec tous ces éléments qui nous ont permis de rêver et au bilan, une fois sur le dos, certains se révèlent des ennemis qui pèsent chaque seconde du poids de toute leur inutilité.»

## Histoire
En randonnée, le concept d'ultra-légèreté existe déjà en 1917 avec l'écrivain voyageur Horace Kephart qui parlait d'un poids d'environ 6 lb (2,7 kg) pour un équipement incluant l'abri, le matériel de couchage et celui de cuisine, mais excluant le sac à dos.
Le grimpeur Ray Jardine a popularisé la randonnée ultralégère en 1992 avec The PCT Hiker's Handbook, puis en 1999, où il décrit les bases techniques destinées aux randonneurs ultra-légers.

## Techniques

### Procédé général
Pour alléger son sac en toute sécurité, le randonneur doit identifier précisément les besoins physiologiques (protection contre les éléments, hydratation et apport énergétique), ceux liés à son activité (couchage en cas de bivouac, outils liés à la marche comme bâtons, crampons, etc.) de ceux non strictement nécessaires.
Pour cela différentes techniques sont mises en œuvre :
1. Le minimalisme, visant la réduction du matériel et sa simplicité ;
2. La polyvalence[2], un objet bien pensé pouvant remplacer plusieurs accessoires (un bâton de marche servant de mât pour un abri) ;
3. La non-redondance, en excluant tout objet qui ferait double usage avec un élément déjà existant, et le partage par plusieurs membres d'un même groupe (par exemple abri et réchaud) ;
4. Le choix d'équipements plus légers, par leur conception ou leurs matériaux ;
5. L'expérience permet de remplacer le matériel par la compétence (par ex. nœuds tendeurs au lieu de haubans prêts à l'emploi, savoir s'abriter du vent plutôt que de compter sur l'abri, utiliser ce qui est sur place comme le bois pour un réchaud, mieux cerner quand et où se ravitailler en eau, savoir remplir un sac sans armature, etc.).

### Matériaux courants
Le choix de matériaux a un impact déterminant sur le poids d'un équipement.
Le titane et l'aluminium sont des métaux légers remplaçant parfaitement l'acier pour beaucoup d'équipements comme le quart, les sardines, etc.
Certaines fibres synthétiques (Silnylon (en), ou Pertex (en)) sont très appréciées.
Le duvet naturel offre un excellent rapport poids/isolation, en climat sec car il perd rapidement ses propriétés une fois humide.

### L'équipement

#### Le couchage

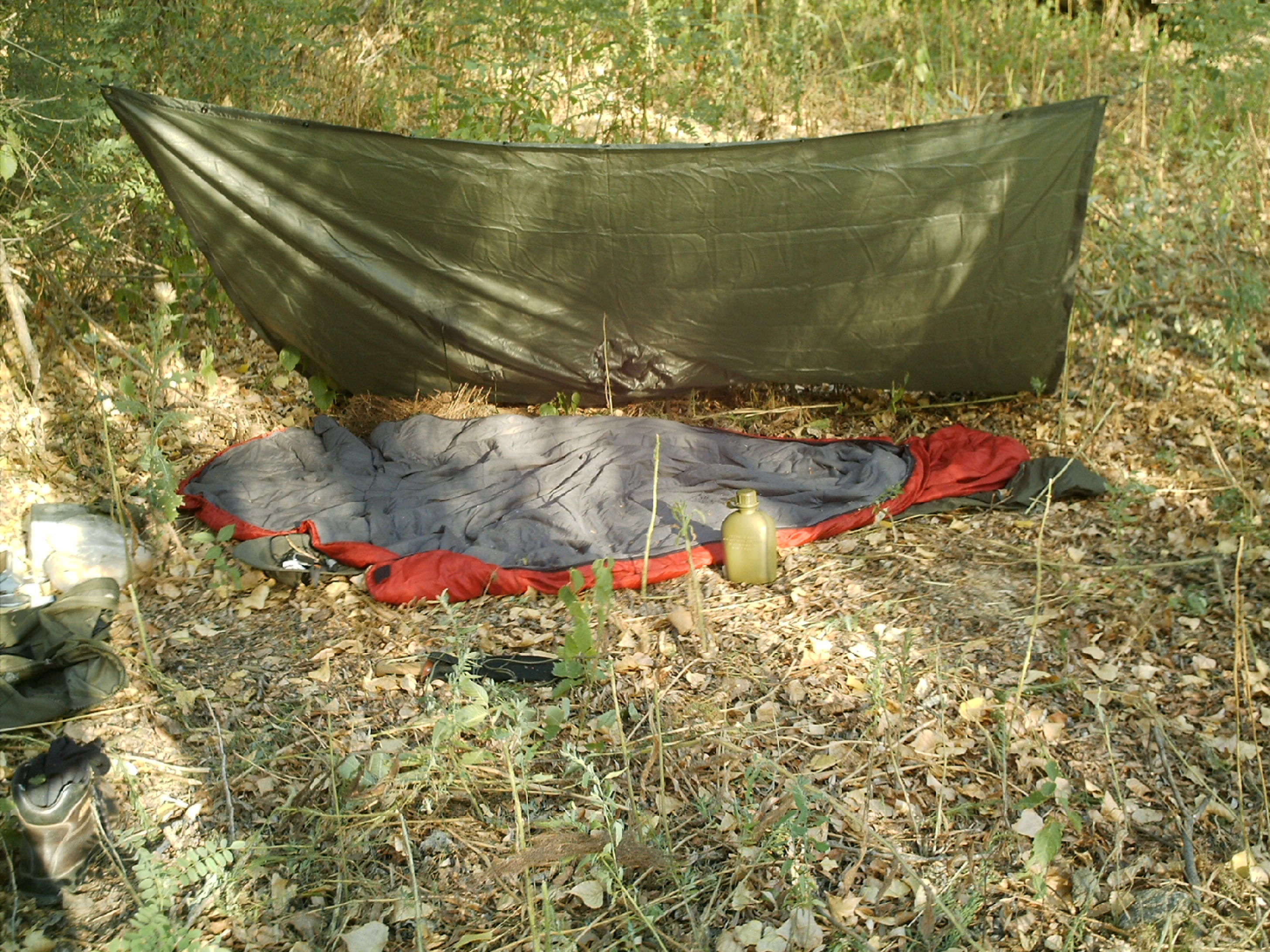
Abri de type tarp, composé ici d'un poncho.

Un tarp composé d'une simple bâche remplace la tente quand le poids de celle-ci est considéré comme excessif par rapport au confort ou à la sécurité qu'elle apporte.
Un matelas sera choisi selon l'isolation thermique qu'il apporte plutôt que son confort.
Le quilt ou le pied d'éléphant représentent une alternative aux classiques sacs de couchage en forme sarcophage.
L'expérience du randonneur est alors primordiale pour un bivouac abrité et confortable.

#### Le réchaud

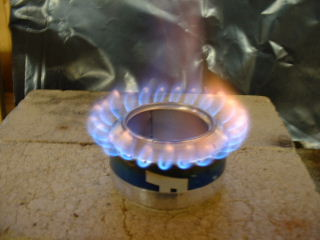
Un réchaud fabriqué en canettes (moins de 50g).

Porter un réchaud est apprécié par les randonneurs désirant se préparer une boisson ou un repas chaud. Pour réduire son poids, certains marcheurs ultra-légers privilégient le réchaud à bois car il permet de ne pas porter de carburant lorsque le bois est facilement récupérable dans la nature.
Le réchaud à alcool en canettes (en) est un modèle artisanal très léger (entre 6 et 50 grammes) fabriqué par certains randonneurs eux-mêmes.
Certains considèrent le réchaud comme un élément superflu et s'en passent.

#### Les chaussures
Dans le cadre de la marche ultra-légère, le port de chaussures de marche à tige haute est également remis en question en raison de leur poids, délaissées au profit de chaussures de Trail (course à pied) voire de sandales. Des chaussures de marche restent néanmoins préférables pour les terrains délicats :  névés (protection contre la neige, le froid et l'humidité, port de crampons), moraine et pierriers (maintien de la cheville).
Par ailleurs, diminuer la charge portée permet de moins exposer la cheville au risque de foulure notamment dans les descentes. Cette exposition est accrue par la fatigue qui génère un manque d'attention et un relâchement propices aux foulures.
Enfin, il a été mesuré qu'un poids porté aux pieds demande environ 5 fois plus d'effort par rapport au poids porté sur le dos,.

### Budget
Le budget est un paramètre déterminant, les équipements haut de gamme étant généralement coûteux, en raison de la qualité de conception (par exemple les coutures techniques) et des matériaux (titane, duvet naturel, laine mérinos…). Il est donc souvent nécessaire d'effectuer des compromis et de se rabattre sur un matériel moins performant afin d'obtenir la meilleure combinaison d'équipements pour un budget donné.
Toutefois, la simplicité du matériel, le bricolage et le minimalisme inhérents à cette forme de randonnée permettent de rendre la pratique économique.